# 남문로 (안동시)
남문로(南門路)는 경상북도 안동시 남문동 시외버스터미널 사거리에서 안동시 서부동 구 시청 분수대 교차로를 연결하는 도로이다.

## 주요 경유지
- 안동터미널
- 안동초등학교
- 국민은행 안동지점
- 금융결제원 안동지부
- 구 시청 분수대 교차로

## 주요 교차도로
- 경동로
- 대안로
- 서동문로